# Kidderminster-Teppich
Der Kidderminster-Teppich ist ein Teppich mit einem Doppelgewebe aus mehreren Kett- und Schusssystemen. 
Benannt ist er nach der englischen Stadt Kidderminster und wird auch mit Wende- oder Kirchenteppich bezeichnet. Der Teppich ist ohne Flor und unterschiedliche farbige Ketten zwischen Ober- und Unterware wechseln so, dass auf der Unterseite ein andersfarbiges oder negatives Muster entsteht. Die Musterung selbst ist auf beiden Seiten gleich.
Bei einer dreifachen Gewebelage spricht man vom Treeply- oder Schottischen Teppich.